# Rivière à la Perche (lac Mistassini)
Ne doit pas être confondu avec Rivière aux Perches.
La rivière à la Perche est un affluent de la baie du Poste (lac Mistassini) (versant de la rivière Rupert), coulant dans la municipalité de Eeyou Istchee Baie-James, dans la région administrative du Nord-du-Québec, au Québec, au Canada. Le cours de la rivière traverse les cantons de Gauvin et de Mcouat.
La vallée de la rivière à la Perche est desservie par quelques routes forestières secondaires qui se connectent une route forestière principale route 167 venant de Chibougamau en passant à l'est du lac Mistassini.

## Géographie
Les bassins versants voisins de la rivière à la Perche sont :
- côté nord : rivière Chalifour, baie Cabistachouane, baie Abatagouche, lac Albanel, lac Deleuze ;
- côté est : lac File Axe, lac Margonne, rivière Nestaocano ;
- côté sud : lac Duberger, lac des Canots, rivière du Chef, rivière Chonard ;
- côté ouest : baie du Poste (lac Mistassini), lac Diéréville, baie Pénicouane, rivière Pipounichouane.

La rivière à la Perche prend sa source au lac National (altitude de 440 m) situé au nord-ouest de la limite des régions administratives du Nord-du-Québec et du Saguenay–Lac-Saint-Jean :
- 9,7 km au sud-est de l'embouchure de la rivière à la Perche (confluence avec la baie du Poste (lac Mistassini)) ;
- 89,2 km au sud-est de l'embouchure du lac Mistassini (soit la confluence de la baie Radisson à la source de la rivière Rupert) ;
- 22,6 km au sud-est du centre du village de Mistissini (municipalité de village cri) ;
- 63,4 km au nord-est du centre-ville de Chibougamau[2].

À partir du lac de tête, le courant de la rivière à la Perche coule sur environ 30 km, entièrement en zone forestière en longeant (du côté Ouest) la limite des deux régions administratives, selon les segments suivants :
- 2,4 km dans le canton de Gauvin vers du nord-est en traversant un lac non identifié (longueur : 2,8 km ; altitude : 462 m, jusqu'à son embouchure ;
- 12,6 km vers le nord, jusqu'à la limite du canton de Mcouat ;
- 1,1 km vers l'ouest en formant une bouche vers le nord dans le canton de Mcouat, pour revenir à la limite du canton de Gauvin ;
- 4,1 km vers le sud-est, jusqu'à la décharge (venant du Sud) d'un lac non identifié ;
- 11,8 km vers le nord, puis vers le sud-ouest en formant quelques serpentins jusqu'à l'embouchure de la rivière[2].

L'embouchure de la rivière à la Perche (confluence avec la baie du Poste (lac Mistassini)) est située à :
- 83,5 km au sud-est de l'embouchure du lac Mistassini (entrée de la baie Radisson et début de la rivière Rupert) ;
- 12,5 km au sud-est du centre du village de Mistissini (municipalité de village cri) ;
- 61,5 km au nord-est du centre-ville de Chibougamau ;
- 163,7 km au sud-est de l'embouchure du lac Mesgouez lequel est traversé par la rivière Rupert ;
- 374 km à l'est de la confluence de la rivière Rupert et de la baie de Rupert[2].

À partir de l'embouchure de la rivière à la Perche, le courant coule sur :
- 19,7 km d'abord vers le sud-ouest en contournant par du sud-Ouest la presqu'île Ayikwapit (s'étirant sur 5,4 km), puis remontant vers le nord, jusqu'à l'embouchure de la baie du Poste (lac Mistassini) ;
- 93,7 km en traversant la baie Abatagouche, puis l'archipel Kasapominskat située dans la partie sud-est du lac Mistassini jusqu'à l'embouchure du lac Mistassini (située sur la rive Ouest) ;

Finalement, le courant emprunte vers l'ouest le cours de la rivière Rupert, jusqu'à la baie de Rupert.

## Toponymie
Le toponyme « rivière à la Perche » a été officialisé le 5 décembre 1968 à la Banque des noms de lieux de la Commission de toponymie du Québec, soit à la création de cette commission.